# 粗梗粗叶木
粗梗粗叶木（学名：Lasianthus biermannii sp. crassipedunculatus）为茜草科粗叶木属下的一个亚种。

## 扩展阅读
- 維基物種上的相關：粗梗粗叶木